# Версаль (гостиница)
«Верса́ль» — гостиница, одно из старейших зданий во Владивостоке. Построено в 1907—1909 годах известным владивостокским архитектором И. В. Мешковым для предпринимателя Л. С. Радомышельского.

## История

### Дореволюционное время
История гостиницы «Версаль» началась в 1907 году, когда Владивостокская городская управа отвела крупному сахаропромышленнику, купцу 2-й гильдии Л. С. Радомышельскому земельный участок под постройку здания. Проект здания создал известный во Владивостоке архитектор И. В. Мешков, ранее построивший не одно здание в историческом центре города. На первом этаже планировалось разместить торговые помещения, на верхних этажах — «меблированные номера» и кухню. Через два года, 16 января 1909 года здание было освящено и начало функционировать как гостиница, на первом этаже открылись кондитерский, бакалейный и галантерейный магазины торгового дома «Чурин и К°». В разное время в этом здании располагалось известное богемное кафе «Не рыдай!», общественная столовая по низким ценам, частный театр, магазин французской одежды «Бризе и Даниэль», в подвале находилась шашлычная «Добро Кавказа». До 1917 года «Версаль» оставался самой престижной и дорогой гостиницей в городе.
4 апреля 1918 года в гостинице были убиты два сотрудника японской торговой фирмы «Исида». Эта провокация стала формальным поводом для японской интервенции в Приморье. В тот же день японский десант под прикрытием пушек американского крейсера «Бруклин» высадился во Владивостоке.
В одном из номеров гостиницы жил со своей возлюбленной Анной Тимирёвой правитель Сибири адмирал Александр Колчак.

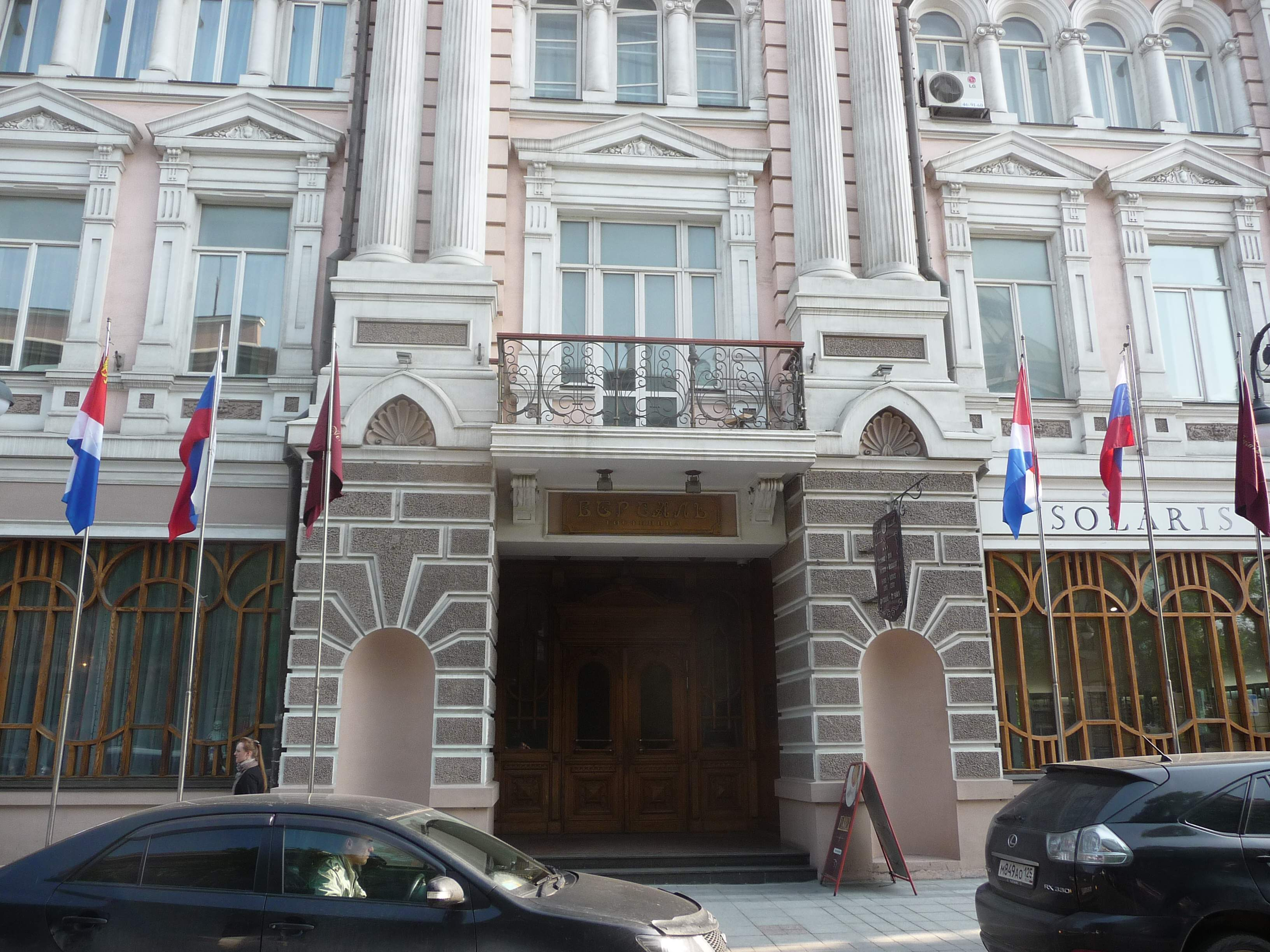
Парадный подъезд гостиницы

### Советское время
В феврале—апреле 1920 года здесь работал военный совет Приморской области, в состав которого входил С. Лазо. В 1924 году здание гостиницы было национализировано и передано в горкомхоз. До 1935 года гостиница сохраняла прежнее название.
7 июня 1934 года во Владивосток прибыли участники экспедиции на «Челюскине», доставленные из бухты Лаврентия пароходами «Смоленск» и «Сталинград». Герои-полярники, а также лётчики и моряки, спасавшие экспедицию поселились в гостинице «Версаль». В память об этом нашумевшем событии в 1935 году гостиница «Версаль» была переименована в «Челюскин». Ресторан при гостинице носил название «Владивосток», и только в конце 1970-х годов был переименован в «Челюскин».

### Постсоветское время
В 1989 году в гостинице произошёл сильный пожар, который полностью уничтожил исторический интерьер здания. В 1991 году аварийное здание было передано Дальневосточному пароходству, а в 1992 году началась реконструкция, во время которой здание было восстановлено по сохранившимся эскизам и фотографиям. В настоящее время гостиница располагает 12 одноместными, 26 двухместными номерами и 3 «люксами».
В 1990-х годах гостинице было возвращено первоначальное название. Она является объектом культурного наследия Российской Федерации (код 2510042000).

## Гостиница «Версаль» в массовой культуре
Автор известного цикла романов о советском разведчике Исаеве (Штирлице) Юлиан Семёнов некоторое время жил во Владивостоке в гостинице «Челюскин» и здесь же придумал образ своего главного героя. В первом романе «Пароль не нужен» Исаев работает во Владивостоке и в гостинице «Версаль» знакомится со своей будущей женой Сашенькой. По словам руководителя мастерской монументального искусства Александра Бойко, рядом с гостиницей планируется установить памятник Штирлицу.
«Когда он попросил связника подождать, он решил, что сейчас напишет Сашеньке. Видения пронеслись перед его глазами: и его первая встреча с ней во владивостокском ресторане „Версаль“, и прогулка по берегу залива, первая их прогулка в душный августовский день, когда с утра собирался дождь и небо сделалось тяжёлым, лиловым, с красноватыми закраинами и очень белыми, будто раскалёнными, далями, которые казались литым продолжением моря».